# بيل كروز
بيل كروز هو سياسي أمريكي، ولد في 12 يوليو 1952.